# 315493 Zimin
315493 Zimin è un asteroide della fascia principale. Scoperto nel 2008, presenta un'orbita caratterizzata da un semiasse maggiore pari a 2,4364894 au e da un'eccentricità di 0,0793890, inclinata di 6,58841° rispetto all'eclittica.
L'asteroide è dedicato allo scienziato russo Dmitry Borisovič Zimin.